# Vanessa buana
Espèce

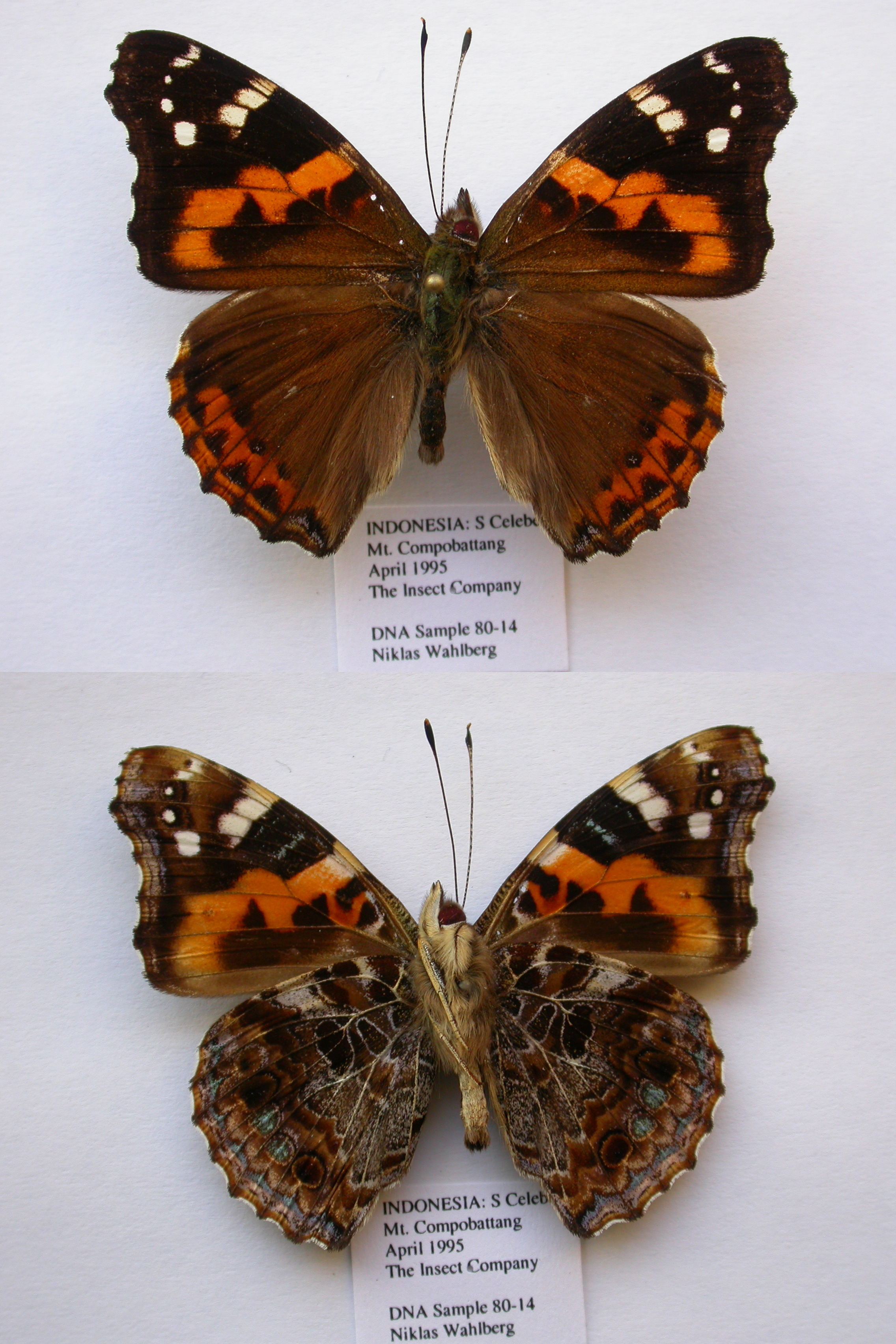
espèce Vanessa buana

Vanessa buana est une espèce de lépidoptères de la famille des Nymphalidae, endémique des montagnes du Sud de l'île de Célèbes, en Indonésie.
Décrite en 1898 par l'entomologiste allemand Hans Fruhstorfer sous le nom initial de Pyrameis indica buana, elle est longtemps restée considérée comme une sous-espèce de l'espèce aujourd'hui appelée Vanessa indica. L'aspect nettement différent des pièces génitales des mâles a justifié son élévation au rang d'espèce. Des analyses moléculaires suggèrent qu'elle est plus étroitement apparentée à Vanessa dilecta, taxon endémique de Timor.